# Basoides
Basoides is een geslacht van hooiwagens uit de familie Podoctidae.
De wetenschappelijke naam Basoides is voor het eerst geldig gepubliceerd door Roewer in 1949. 

## Soorten
Basoides is monotypisch en omvat slechts de volgende soort:
- Basoides mucronatus